# Алерамичи
Алерамичи или Монферат (на италиански: Aleramici, Monferrat) са италиански благороднически род, чиито представители управляват като маркграфове (маркизи) на Монферат и Салуцо от 961 век до 1305. Фамилията се появява на политическата сцена в началото на X век, когато нейни членове получават графски титли от Западното франкското кралство.
През 961 г. граф Алерам Монфератски (Адалрам) е един от тримата благородници, които получават от крал Беренгар II (Алерам е бил негов зет) при новия ред на феодалните структури няколко новосъздадени маркграфства: Marca Liguria Occidentale (Маркграфство Западна Лигурия или Marca Aleramica) с Верчели, Маркграфство Монферат, Чева, Акви Терме чак до брега на Средиземно море – между Онеглия и Албенга. последователно на престола на Монферат до 1137 се сменят: Одоне I (969 – 991), Гулиелмо III (991 – 1042), Енрико (1042 – 1044), Одоне II (1044 – 1084), Гулиелмо IV (1084 – 1111) и Рениеро (1111 – 1137).

## Възход на династията (1137 – 1225)

### Гулиелмо VСтари
Разцвета на фамилията започва при маркграф Гулиелмо V Стари (1137 – 1191), син на Рениерои Монферат и принцеса Гизела (1075 – 1133), дъщеря на бургундския граф Гийом I. Като ломбардски феодал той е неизбежно свързан с борбата между гвелфи и гибелини. По традиция членовете на фамилията Алерамичи принадлежат към гибелинската групировка. Гулиелмо V се проявява като верен васал на германските императори Конрад III и Фридрих I Барбароса от династията Хоенщауфени. Той придружава Конрад III по време на Втория кръстоносен поход, а през 1185 г. заминава за Палестина за да присъства на короноването на своя внук, седемгодишния Балдуин V, за йерусалимски крал. Гулиелмо V се жени през 1133 г. за Юдит (ок. 1115 – 1168), дъщеря на маркграф Леополд III фон Бабенберг и едноутробна сестра на германския император Конрад III. Баща е на осем деца: Гулиелмо Дългия меч (1135 – 1177); Корадо; Бонифачо I; Рениеро (1160 – 1182); Одоне († 1251), епископ на Порто, кардинал от 1227; Агнес († 1202), омъжена за Гулиелмо ди Гуера, сеньор на Тоскана; Алазия (Аделаида, 1160 – 1215), омъжена (1175) за маркиз Манфредо II ди Салуцо.

### ГулиелмоДългия меч
Първородният син на Гулиелмо V Стари, Гулиелмо Дългия меч през 1175 г. заминава за Палеестина. В Йерусалим крал Балдуин IV му дава за съпруга (1176) сестра си Сибила (ок. 1160 – 1190), голямата дъщеря на покойния владетел Амори I д’Анжу. Веднага след женитбата Гулиелмо получава титлата „граф на Яфа и Аскалон“. Малко след това (1177) маркизът на Монферато умира в Палестина. След смъртта му се ражда неговият единствен син, бъдещия йерусалимски крал дете Балдуин V. Синът му Балдуин V (1177 – 1186), наследява Балдуин IV на йерусалимския престол. За регент е назначен триполитанския граф Раймонд. Дните на болния крал Балдуин V са преброени и през 1186 г. той умира.

### Конрад (Корадо) Монфератски
Корадо, вторият син на Гулиелмо V Стари, към 1178 г. заема провизантийска позиция. Този завой във външната политика съвпада по време с Венецианския конгрес, на който всички противници на византийската империя се обединяват срещу нея. В резултат на създадените приятелски контакти между Комнините и маркизите Ди Монферато византийският император Мануил I Комнин предлага ръката на единствената си дъщеря Мария на Рениеро, по малкия брат на Корадо. Контактите с ромейските василевси не спират дотук. През 1186 г. Корадо се появява в Константинопол, в двора на василевса Исак II Ангел и сключва брак със сестра му Теодора († 1195). Същата година се развежда с нея и напуска Византия. Отправя се за Палестина, където кръстоносните държави изживяват мъчителна криза, раздирани от междуособни борби. Тук той се включва активно в отбраната срещу настъпващите сарацини на египетския султан Салах ад-Дин. Успява да се добере до Йерусалим, където през 1190 г се оженва за кралица Изабела I д’Анжу. През 1192 г. Корадо е убит в Тир. От последния си брак, той има само една дъщеря Мария (1191 – 1212), омъжена за краля на Йерусалим Жан дьо Бриен.

### Бонифачо I и Рениеро
След смъртта на Корадо владението Монферат преминава у неговия по-малък брат Бонифачо I. Новият маркиз подпомага графа на Сафоя Томазо I срещу неговия агресивен съсед, маркиза на Салуцо (1191 – 1195). През последните години на 12-ти век Бонифачо I се намесва в междуособиците за германския престол на страната на Филип Швабски, правейки опити да го помири с неговия съперник, самопровъзгласилия се за император Ото IV. Той е един от ръководителите на Четвъртия кръстоносен поход. След превземането на Константинопол от латинците през 1204 г. е избран за крал на Солун (1204 – 1207). Същата година негова трета съпруга става Маргарита (Мария) (1175 – 1223), бивша византийска императрица, вдовица на Исак II Ангел и дъщеря на унгарския крал Бела III. Бонифачо I участва в редица походи както на Балканите, така и в Палестина. През 1206 г. той организира военно нападение в Сяр и възстановява там своята власт, отнета му от българите през 1205 г., а по-късно укрепва и Драма. Загива през 1207 г., като попада в засада на неголям български отряд. Солунският владетел се хвърля необмислено в разразилото се сражение и е ранен смъртоносно. Главата на убития маркиз е отрязана и изпратена на цар Калоян. От първата си съпруга (1170), Елена ди Буска († 1204) има едно дете: следващия маркиз Гулиелмо VI и една дъщеря Агнеса (ок. 1180 – 1208), латинска императрица в Константинопол чрез брака си с Анри Фландърски, от втората (1197) Елеонора († 1204), дъщеря на савойския граф Умберто III няма деца, а от третия му брак с Маргарита (Мария) се ражда бъдещия солунски крал Деметрий (1205 – 1227), крал на Солун (1207 – 1224).
Рениеро ди Монферато (1160 – 1182), четвъртият син на Гулиелмо V Стари, също свързва живота си с Византия. През 1179 г. той се венчава твърде млад за Мария (1149 – 1183), дъщеря на ромейския император Мануил I Комнин. Според византийските обичаи Рениеро преминава в лоното на провославието. В качеството си на императорски зет получава титлата „кесар“ и Солунската област като зестра. попаднал в двора, Рениеро при първия подходящ случай се проявява като истински византиец. След смъртта на Мануил I Комнин на трона сяда Андроник I Комнин, който бързо се разправя със своите противници. Жертва на коварния му план става принцеса Мария, която умира по загадъчен начин, а малко преди това е отровен и съпругът ѝ Рениеро.

### Гулиелмо VI и Деметрий
Новият маркиз на Монферат Гулиелмо VI, син на Бонифачо I, също се вписва в сторията на Изтока. Папа Хонорий III го определя за регент на по-молкия му брат, солунския крал Деметрий. Маркизът на Монферат се готви да осъществи поход на ломбардските барони срещу Епирското деспотство, но неочаквано Гулиелмо VI умира през 1225 г. През 1187 се жени за София, дъщеря на германския император Фридрих I барбароса, но тя умира малко след сватбата. През 1202 г. се жени повторно за Берта де Клавесина (ок. 1180 – ок. 1224), от която има три деца: Бонифачо II Големия, Беатриче (ок. 1210 – 1274), съпруга последователно на Андре дьо Веноа (1185 – 1237), Ги II дьо Бож († 1255) и Пиер дьо ла Ру; Алис (Аликс, † 1232), кипърска кралица чрез брака си с крал Анри I дьо Лузинян.
Деметрий (1205 – 1227), по-малкия брат на Гулиелмо VI става владетел на Солунското кралство (1207 – 1224) след смъртта на баща си Бонифачо I. За регентка е обявена неговата майка Маргарита (Мария), след като брат му не успява да пристигна в Солун. През 1209 г. в храма „Св. Димитър“ в Солун лично латинският император Анри Фландърски коронова Деметрий, като преди това го посвещава в рицарски сан. Солунското кралство е подложено на множество нападения през 1211 г. от страна на българския цар Борил и неговия роднина, севестократор Стрез. Деметрий престава да разчита на застъпничеството на своя сюзерен, латинския император Робер дьо Куртене и се отправя на запад, търсейки помощ от своята държава. Получил подкрепата на папа Хонорий III и своя далечен роднина, германския император Фридрих II, солунският владетел се връща, очаквайки примера им да последва и неговия по-голям брат. Гулиелмо VI обаче не оказва исканата помощ. Деметрий напуска бащините си владения и заминава за Италия. Преди да умре, той завещава солунската корона на император Фридрих II. Съпруга на Деметрий е френската аристократка Беатрис дьо Виеноа, от която има една дъщеря, Елена, омъжена за италианския благородник Гулиелмо деи Карчери.

## Последни представители на фамилията (1225 – 1306)

### Бонифачо II
Наследник на Гулиелмо VI е синът му Бонифачо II Големия. Германският император Фридрих II в знак на уважение към своя верен васал Бонифачо II му отстъпва правата си върху завещаното от Деметрий Солунско кралство. Маркизът на Монферат не предприема никакви стъпки за отвоюване на наследството си, преминало под властта на епирския деспот Теодор Комнин. По време на своето управление Бонифачо II се вплита, от една страна, в гвелфо-гибелинските борби, а от друга – в нарастващото съперничество между градовете и отделните малки държавици на Италия. През периода 1230 – 1234, подкрепян от граф Амедео IV ди Савоя и маркиз Манфредо III ди Салуцо, води война с Милано. В нея нито една от страните няма определено надмощие. От брака си през 1235 г. с Маргарита († 1254), дъщеря на Амедео IV ди Савоя, Бонифачо II има две деца: Гулиелмо VII и Аделаида (ок 1237 – 1285), която става втора съпруга на херцог Албрехт I фон Брауншвайг, а след като овдовява, сключва брак с граф Герхард I фон Холщайн-Итцехое.

### Гулиелмо VII
След смъртта на баща си на престола се възкачва Гулиелмо VII. През 1278 г. миланският владетел Отоне Висконти назначава Гулиелмо VII за главнокомандващ на войските и комендант на града му. Маркизът на Монферат, успява да изгради гибелинска лига от Мантуа, Венеция, Генуа и Милано. В отговор на тези постъпки Светият престол го отлъчва от църквата. Най-накрая през 1290 г. жителите на Александрия го залавят и го затварят в клетка. Цели две години той стои заключен в позорния си затвор и никой не иска да чуе неговите молби и увещания. В това жалко състояние Гулиелмо VII умира през 1292 г. През 1257 г. той се жени за Изабела (1240 – 1271), дъщеря на английския херцог Ричард Глостър, а след като овдовява през 1271 се жени повторно същата година за Беатрис (1254 – 1280), дъщеря на кастилския крал Алфонсо X. От първия си брак маркизът има само една дъщеря, Маргарита (Изабела, † 1286), омъжена за кастилския инфант Хуан, а от втората се раждат един син, бъдещия маркиз Джовани I Справедливи и две дъщери: Виоланта (Йоланта, Ирина), византийска императрица, втора съпруга на Андроник II Палеолог и Алазия, съпруга на римския благородник Наполеон Орсини.

### Джовони I и Йоланта (Ирина)
Джовани I Справедливи е последният пряк представител на фамилията Алерамичи. Той е едва петнадесетгодишен, когато затварят баща му. За настойник на новия маркиз се обявява миланският владетел Отоне Висконти. Джовани I успява да избяга от наследственото си имение и намира убежище в Неаполитанското кралство. Използвайки разрива между своя опекун и племенника му Матео Висконти, той привлича на своя страна Павия и братовчедите си Салуцо и през 1303 г. отхвърля миланската власт. През 1296 г. сключва брак с Маргарита († 1339), дъщеря на Амадей V ди Савоя. Умира бездетен, като завещава владението Монферат на своята сестра, византийската императрица Виоланта (Йоланта, Ирина).
Виоланта (Йоланта, Ирина), омъжена в Константинопол за ромейския василевс Андроник II Палеолог, оставя цялото си владение в наследство на своя син Теодор I (1291 – 1338). Така фамилията Алерамичи-Монферат е продължена от представителите на династията Палеолози. Клонове на фамилията Алерамичи съществуват и днес.

## Сеньори и маркизи наМонферат
- ок. 900 – 954: Гулиелмо I, рицар с франкски произход
- ок. 954 – 967: Алерам (Адалрам) († 991), син на Гулиелмо I, маркграф на Лигурия и Пиемонт, сеньор на Монферат от 954, маркграф (маркиз) на Монферат от 961
- 960 – 961: Гулиелмо II († 961), първи син на Алерам (Адалрам), съуправител с баща си
- 969 – 991: Одоне I († 991), втори син на Алерам (Адалрам)
- 991 – 1042: Гулиелмо III, син на Одоне I
- 1042 – 1044: Енрико († 1044), първи син на Гулиелмо III
- 1044 – 1084: Одоне II (20.11.1084), втори син на Гулиелмо III
- 1084 – 1111: Гулиелмо IV (ок. 1040 – 1111), син на Одоне II
- 1111 – 1137: Рениеро (ок. 1075 – 1137), син на Гулиелмо IV
- 1137 – 1191: Гулиелмо V Стари (ок. 1110 – 1191), син на Рение
- 1191 – 1192: Корадо (ок. 1145 – 28.4.1192), втори син на Гулиелмо V Стари, крал на Йерусалим (Конрад, 1190 – 1192)
- 1192 – 1207: Бонифачо I (1150 – 4.9.1207), трети син на Гулиелмо V Стари, крал на Солун (Бонифаций, 1204 – 1207)
- 1207 – 1225: Гулиелмо VI (ок. 1170 – 24.9.1225), син на Бонифачо
- 1225 – 1253: Бонифачо II Големия (1202 – 12.6.1253), син на Гулиелмо VI
- 1253 – 1290: Гулиелмо VII (ок. 1243 – 6.2.1292), син Бонифачо II Големия
- 1290 – 1305: Джовани I Справедливи (1277 – 9.1.1305), син на Гулиелмо VII
- 1305 – 1306: Виоланта (Йоланта, Ирина) (1274 – 1317), дъщеря на Гулиелмо VII, ∞ 1284 за византийския император Андроник II Палеолог.[2]

- Резиденции на фамилията Алерамичи
- Новият замък във Финале Лигуре
- Замъкът на маркграфовете на Монферат в Инчиза Скапачино
- Старият замък във Финале Лигуре
- Укрепленията на кралете на Солун
- Замъкът Манта, резиденция на владетелите на Салуцо